# Nelson Da Silva
Nelson Matías Da Silva (Andalgalá, Argentina; 25 de agosto de 1996) es un futbolista argentino. Juega de delantero y su equipo actual es Deportes Limache de la Primera División de Chile.

## Trayectoria
Comenzó su carrera profesional en agosto de 2016, cuando firmó en All Boys.
A inicios del 2023, Da Silva fichó en el Resistencia SC de la Primera División de Paraguay, proveniente del Olimpo de la Primera B Nacional.
En enero de 2024 es anunciado como nuevo jugador de Deportes Limache de la Primera B de Chile.

## Clubes
| Club                   | País      | Año       |
| ---------------------- | --------- | --------- |
| Villa Cubas            | Argentina | 2016      |
| All Boys               | Argentina | 2016-2017 |
| Flandria               | Argentina | 2017-2019 |
| Inter Playa del Carmen | México    | 2019-2020 |
| Juventud Antoniana     | Argentina | 2020-2021 |
| Sportivo Peñarol       | Argentina | 2021      |
| Olimpo                 | Argentina | 2022      |
| Resistencia SC         | Paraguay  | 2023      |
| Deportes Limache       | Chile     | 2024-Act. |